# Paraclius afromaculatus
Paraclius afromaculatus är en tvåvingeart som beskrevs av Dyte och Smith 1980. Paraclius afromaculatus ingår i släktet Paraclius och familjen styltflugor. Inga underarter finns listade i Catalogue of Life.